# Port Authority Trans-Hudson
Pour les articles homonymes, voir Path.
Le PATH (en forme longue Port Authority Trans-Hudson) est un réseau de métros qui relient l'arrondissement de Manhattan à New York aux villes voisines de l'État du New Jersey comme Jersey City, Hoboken, Harrison et Newark où se trouve l'aéroport international Liberty de Newark. Géré par la Port Authority of New York and New Jersey (PANYNJ), c'est l'un des seuls métros au monde à fonctionner 24 heures sur 24. Bien que certaines stations du PATH permettent une correspondance avec les stations des réseaux de métro de New York, Newark et Hudson Bergen (Jersey City), leurs gestions sont indépendantes. Il n'y a donc pas de politiques tarifaires communes entre eux, ce qui oblige les usagers à payer pour l'utilisation de chacun de ces réseaux.
La longueur totale du PATH est de 22,2 km (13,8 miles), avec 13 stations. Il n'est souterrain qu'à Manhattan et dans certaines parties du New Jersey (sous Jersey City et Hoboken). Le réseau traverse le fleuve Hudson au travers d'un tunnel en fonte datant du début du XXe siècle. Dans la suite de son parcours, dans le New Jersey à l'ouest du comté de Hudson, il est surtout au-dessus du sol, roule sur voies au niveau, dans des tranchées ouvertes ou comme un métro aérien. L'ensemble des infrastructures ainsi que la flotte appartiennent au PANYNJ. Contrairement à d'autres réseaux de métros américains, le PATH est réglementé comme un chemin de fer, car il partageait autrefois des voies et un enclenchement avec le Pennsylvania Railroad ; en conséquence, ses wattmans doivent être autorisés comme conducteurs de train.
Le système PATH a été construit initialement par le Hudson & Manhattan Railroad (H&M) de 1908 à 1911, avec trois stations qui ont fermé. La montée de l'automobile, et la construction des ponts et tunnels sur l'Hudson pendant la Grande Dépression ont provoqué un déclin financier que le H&M n'a jamais récupéré. Le chemin de fer a fait faillite en 1954 ; six ans après, la PANYNJ a assumé la propriété et le contrôle des opérations. Le H&M et la PANYNJ ont tous deux proposé les extensions de service, principalement dans le New Jersey.
Le système a souffert de plusieurs catastrophes qui ont affecté New York à la fin du XXe et au début du  XXIe siècle. L'attentat du World Trade Center de 1993 a forcé la fermeture de cette station pendant plusieurs jours. Huit ans plus tard, elle est complètement reconstruite après les attentats du 11 septembre 2001 ; la station nouvelle a ouvert en 2003. L'inondation de l'Ouragan Sandy en 2012 a à nouveau nécessité la fermeture de cette station jusqu'en 2013.

## Histoire
Le système PATH préfigure la première ligne souterraine du métro de New York exploitée par l'Interborough Rapid Transit Company en 1904. Il est connu initialement comme le Hudson & Manhattan Railroad (H&M). Bien que le chemin de fer ait été planifié en 1874, les technologies existantes ne permettaient pas de passer par le tunnel de l'Hudson en toute sécurité. La construction des tunnels existants commence en 1890, mais est rapidement arrêtée lorsque le financement est épuisé. Elle est reprise en 1900 sous la direction de William Gibbs McAdoo, un jeune avocat ambitieux qui avait quitté Chattanooga pour s'installer à New York. Plus tard, il devient président de la compagnie de chemin de fer du H&M. Le H&M est devenu si étroitement associé à McAdoo que, dans ses premières années, on parle des tubes McAdoo ou des tunnels McAdoo,.

### Construction

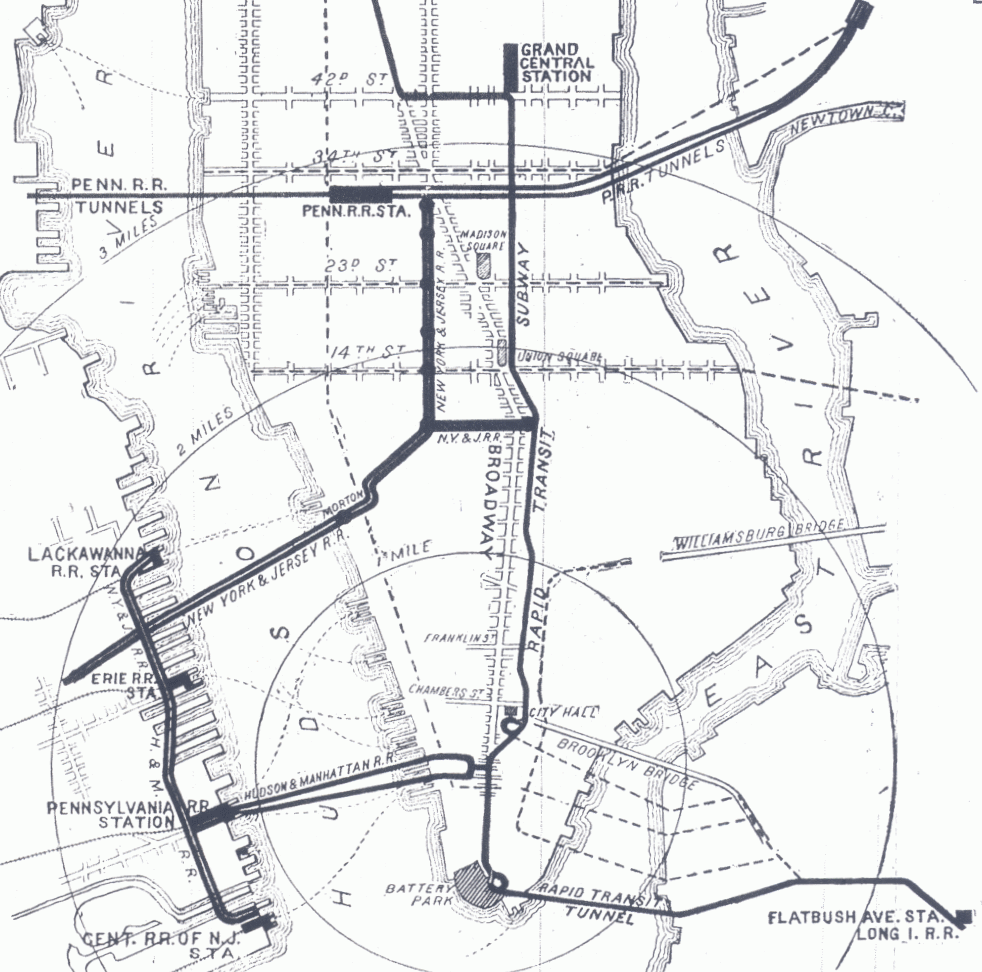
Plans originaux

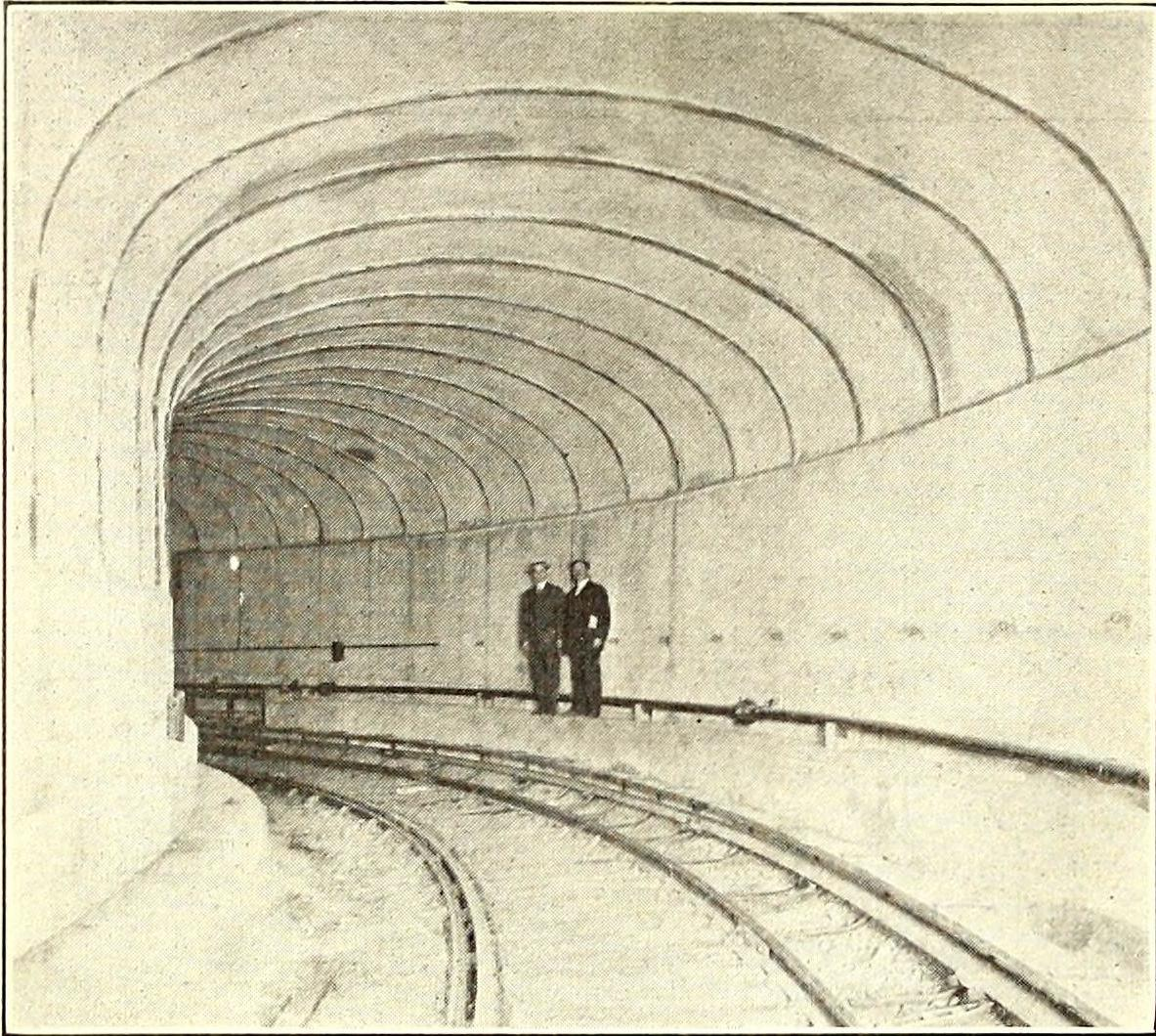
L'un des tunnels sous l'Hudson peu de temps après leur achèvement.

La construction du premier tunnel, maintenant appelé les Uptown Hudson Tubes, commence en 1873. L'ingénieur en chef, Dewitt Haskin, essaye de construire le tunnel en soufflant de l'air comprimé et en tapissant les parois avec de la brique. Environ 365 m. Le tunnel est construit de cette façon depuis Jersey City jusqu'à ce qu'il soit arrêté à la suite d'une série d'accidents, notamment un effondrement en 1880 qui provoque la mort de 20 personnes, et qui fit l'objet d'un procès. Le projet est abandonné en 1883 en raison d'un manque de fonds,,. Une autre tentative menée par une entreprise britannique, de 1888 à 1892, échoue également.
Le New York and New Jersey Tunnel Company relance la construction des tunnels en 1902. Son ingénieur en chef, Charles M. Jacobs, utilise une méthode différente. Il utilisa un tunnelier dans la boue puis plaça au fur et à mesure de sa progression un revêtement en fonte sur les parois de la galerie. Comme le tube nord du tunnel uptown a été achevée peu après la reprise de la construction, le tube sud a été construit de la même manière. Il tunnel uptown a été terminé en 1906.
À la fin de 1904, le New York City Board of Rapid Transit Commissioners avait permis à la société de construire une nouvelle ligne de métro travers Midtown. Elle serait connectée avec les tubes Uptown. La société aurait des droits exclusifs sur la ligne pendant 25 ans. La ligne Midtown se dirigerait vers l'est sous Christopher Street avant de se tourner vers le nord sous la Sixième Avenue, puis se poursuivrait sous la Sixième Avenue jusqu’à un terminus situé à la 33e rue.
En janvier 1905 les Hudson Companies sont incorporées avec 21 millions de dollars en capital pour compléter les Hudson Tubes et construire la ligne sous la Sixième Avenue. Il avait également été retenu pour construire les connexions du tunnel de métro d'Uptown Hudson Tubes de chaque côté de la rivière. Le H&M a été incorporé en décembre 1906 afin d'opérer un réseau ferroviaire passagers entre New York et le New Jersey via les tubes Uptown et Downtown,.
Une deuxième paire des tunnels, les actuels Downtown Hudson Tubes, ont été construits sur 2 km au sud de la première. La construction commença en 1906 en utilisant la méthode de la fonte ; pour finir trois ans plus tard,. Les deux tunnels étaient composés de deux tubes, chacun avec une unique voie unidirectionnelle. Les sections est des tunnels, sous Manhattan, ont été construits en tranchée couverte.

### Ouverture

La gare de Park Place était le terminus de la Hudson & Manhattan Railroad jusqu'à la construction de Newark Penn Station à la fin des années 1930.

Les essais de trains vides ont commencé à la fin de 1907. Service des recettes commencé entre Hoboken Terminal et 19e rue à minuit le 26 février 1908, lorsque le président Theodore Roosevelt appuya sur un bouton à la Maison-Blanche qui a activé les lignes électriques dans les Hudson Tubes (le premier train "officiel" était passé la veille, mais était ouvert uniquement aux fonctionnaires sélectionnés),:21. C'est maintenant une partie de la ligne actuelle Hoboken–33e Rue:2. Le système était alimenté par un troisième rail à courant continu de 650 volts qui lui-même alimentait un système de transport de 11 000 volts à trois sous-stations : la principale était à Jersey City, deux plus petites se trouvaient à Christopher Street et sur la 19e rue:2.
Une extension du H&M de la 19e rue à la 23e Rue ouverte en juin 1908. En juillet 1909, le service a commencé entre le Hudson Terminal en Lower Manhattan et Exchange Place à Jersey City, en utilisant les Downtown Tubes. Le connexion entre Exchange Place et la jonction près de Hoboken Terminal a été ouverte deux semaines plus tard, constituant le tracé de base pour la ligne de terminal Hudson-Hoboken (maintenant la ligne Hoboken-World Trade Center:3). Une nouvelle ligne reliant la 23e Rue à Hudson Terminal a été créée en septembre:3. Presque un an plus tard, le H&M a été étendu à Exchange Place de Grove Street vers l'ouest, et la ligne 23e rue–Hudson Terminal a été redirigée vers Grove Street, et est devenue partie de la ligne actuelle Journal Square–33e Rue. Une quatrième ligne, Grove Street-Hudson Terminal (aujourd'hui la ligne Newark-World Trade Center) a été créée aussi:3. En novembre 1910, les lignes Hoboken–23e Rue et Grove Street–23e Rue étaient étendus à 33e Rue,.
La ligne Grove Street–Hudson Terminal a été étendue à l'ouest de Grove Street à Manhattan Transfer (aujourd'hui disparu) en octobre 1911, puis jusqu'à Park Place à Newark le mois suivant. Après l'achèvement de l'extension à 33e Rue et l'extension ouest, le réseau de H&M était achevé:7 le coût final était estimé entre 55 et 60 millions de dollars,. Un arrêt à Summit Avenue, aujourd'hui Journal Square, situé entre Grove Street et Manhattan Transfer, a ouvert ses portes en avril 1912 comme station de « remplissage » sur la ligne Newark–Hudson Terminal, bien qu'un seul quai fut alors utilisé. Cette station a été achevée en février 1913, permettant au service de la 33e rue de s'y terminer, La dernière station, en Harrison, a ouvert un mois après.

### Relations extérieures et expansions non bâties
À l'origine, les tubes Hudson étaient conçus pour relier trois des gares principales du fleuve Hudson, au New Jersey—l'Erie et Pennsylvania Railroads à Jersey City et le Delaware, Lackawanna and Western Railroad à Hoboken—New York City. PATH fournit toujours une connexion vers les gares de Hoboken et de Newark, mais Pavonia Terminal, la gare d'Erie, à la station actuelle Newport, et la station PRR à Exchange Place, ont été fermés et démolis. Il y avait des négociations afin que la Penn Station à New York soit partagée entre les deux chemins de fer. En 1908, McAdoo a proposé de construire un embranchement additionnel du H&M vers le sud jusqu'à la gare de Central Railroad of New Jersey à Communipaw.
Quand les commissaires du système de métro Rapid-Transit approuvèrent la construction de la ligne 6e Avenue en 1904, ils délaissèrent l'option de creuser une ligne est-ouest de Crosstown. Le New York and New Jersey Railroad Company avait reçu les droits perpétuels de creuser sous Christopher et 9e rues en direction de l'est soit jusqu’à Second Avenue, soit à Astor Place,. Seulement 75 m ont été creusés; le tube existe toujours:22,.
En février 1900 le H&M a annoncé des plans pour étendre ses Uptown Tubes au nord-est vers Grand Central Terminal, à Park Avenue et 42e Rue. Les ouvertures des stations 28e Rue et 33e Rue ont été retardées pendant un certain temps à cause de cela. The New York Times a spéculé que davantage de passagers utiliseraient les tunnels Downtown que les tunnels Uptown car ceux-ci desservaient mieux le quartier financier de la ville. Le Interborough Rapid Transit Company (IRT), un concurrent viable au H&M, a proposé de connecter sa ligne de Lexington Avenue au H&M à Grand Central, Astor Place et Fulton Street une fois le système prévu achevé.
La station du H&M à Grand Central devait être située directement en dessous de la station IRT mais au-dessus du Steinway Tunnel vers Queens. Cependant, l'IRT a construit un puits de ventilation non autorisé entre ses deux niveaux dans le but de forcer H&M à construire sa station très profondément et donc difficile à atteindre. En guise d'alternative, il a été proposé de connecter les tubes Uptown du Steinway Tunnel. Une franchise pour étendre les tubes Uptown à Grand Central a été attribuée en juin 1909.
Cinq ans plus tard, la construction n'avait encore pas commencé; le H & M ne croyait pas être prêt,:55. En 1920, le chemin de fer a soumis dix-sept demandes de retards supplémentaires, prétextant qu'il n'était toujours pas prêt. Les commissaires rapid-transit ont rejeté la dernière demande, mettant ainsi fin au plan:55–56.
En septembre 1910, McAdoo a proposé une autre expansion consistant en une deuxième ligne nord-sud traversant Midtown. Il serait 6,4 km de long, de Hudson Terminal à la 33e Rue et la 6e Avenue, au-dessous du Herald Square et près de la station existante 33e Rue de H&M. La nouvelle ligne passerait principalement sous Broadway, avec une petite section au sud sous Church Street. Selon le plan de McAdoo, la ville pourrait s'approprier cette ligne dans les 25 ans de sa complétion.
Ce même novembre, McAdoo aussi proposa que la ligne de la voie double de Broadway soit reliée à la ligne de métro d'origine de l'IRT dans le Lower Manhattan. Les trains en direction sud sur la ligne fusionneraient avec les voies locales de la ligne Lexington Avenue de l'IRT à la 10e Rue. Un embranchement de la ligne Broadway de Lower Manhattan, à l'arrière de Trinity Church, irait vers l'est sous Wall Street, traverserait l'East River jusqu'à Brooklyn, puis suivrait Fourth Avenue, avec un embranchement sous Lafayette Avenue. McAdoo voulait non seulement exploiter ce qu'on appelait alors le "système Triborough", mais aussi avoir la possibilité de soumissionner pour la ligne Fourth Avenue à l'avenir. La franchise de la ligne Broadway a finalement été attribuée à la Brooklyn Rapid Transit Company (BRT) en 1913, dans le cadre des Dual Contracts.
En 1909, McAdoo a envisagé d'étendre le H&M au New Jersey, avec un embranchement au nord vers Montclair, dans le Comté d'Essex. De Newark, la route se serait rendue à East Orange, où elle se serait divisée en deux embranchements. Celui du nord se serait rendu à South Orange et celui du sud vers Montclair.

### Déclin et faillite
Un nombre record de 113 millions de personnes montaient à bord du H & M en 1927:55 Le nombre de passagers a diminué après l'ouverture du Holland Tunnel et a encore diminué une fois que la Grande Dépression a commencé:55. Les ouvertures du pont George-Washington en 1931 et du Lincoln Tunnel en 1937 attira plus de passagers de trains dans leurs voitures:56. La station Summit Avenue a été rénovée et reconvertie en « Journal Square » en 1929, et le chemin de fer a fermé sa centrale électrique en Jersey City plus tard cette année-là, car il pouvait désormais tirer de l'énergie du réseau électrique:7.

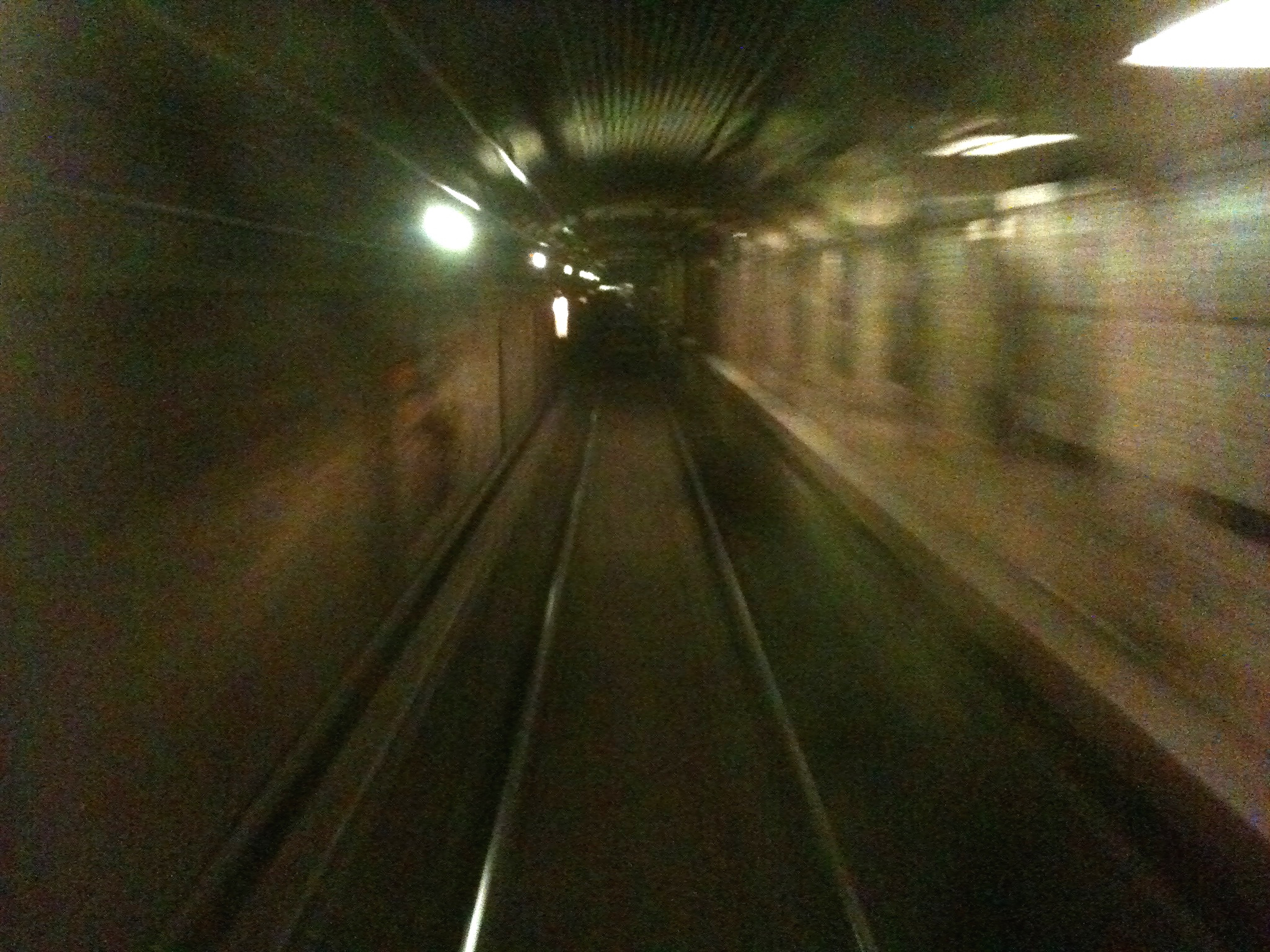
La station Rue 19e, abandonnée depuis 1954

Dans les années 1930, la construction de la Sixth Avenue Line du Independent Subway System (IND) a affecté le service du Downtown Hudson Tubes à Manhattan. La gare de Rue 33e ferme à la fin de 1937 et le service sur le H&M est réduit à la Rue 28e pour permettre la construction de métros. Le terminal de Rue 33e a été déplacé au sud de la Rue 32e et se rouvert en 1939. La ville a dû payer 800 000 $ au chemin de fer pour la construction de la nouvelle gare de 33e Rue ; elle a remboursé 300 000 $ supplémentaires à H&M pour la perte de revenus. La station de la Rue 28e était fermée à ce moment-là car les entrées sud du terminal de 33e Rue se trouvaient à seulement deux pâtés de maisons, rendant inutile l’arrêt de la 28e Rue; il a ensuite été démoli pour faire place aux voies IND ci-dessous.
Le Manhattan Transfer a été fermée au milieu de 1937 et H&M a été déplacée vers Newark Penn Station à partir du terminus de Park Place, à 400 m au nord; la station Harrison, de l’autre côté de la rivière Passaic, a été déplacée de plusieurs pâtés de maisons vers le sud. Le même jour, le métro de Newark City a été prolongé jusqu'à Newark Penn Station. Le niveau supérieur du pont de la rue Centre jusqu’à Park Place est devenu plus tard la Route 158.
Les promotions et autres publicités n'ont pas réussi à ralentir le déclin financier du H&M. La station de la Rue 19e à Manhattan a été fermée en 1954. La même année, le H&M a été mis sous séquestre en raison d'une perte de revenus constante. Il opérait sous la protection de la faillite et ses impôts impayés ont été annulés pour deux millions de dollars en 1956 ; à ce moment-là, il perdait 45 000 $ par mois. Cette année-là, le H&M a accueilli 37 millions de passagers, et des experts en transport ont réclamé des subventions pour maintenir sa solvabilité. Un expert a proposé une "boucle de rail", avec les Uptown Hudson Tubes connectés à la ligne IND Sixth Avenue, puis continuant sur la Sixth Avenue et vers l'ouest par un nouveau tunnel menant à Weehawken. La baisse de la cliéntele s'est toutefois poursuivie et, en 1958, le nombre annuel de passagers passait à 30,5 millions. Deux ans plus tard, les créanciers ont approuvé un plan de réorganisation de la société. Le H&M a également été entravé par deux grèves, en 1953 et 1957, sur les salaires; ce dernier a duré un mois.

### Gestion par la Port Authority

#### Prise des contrôles

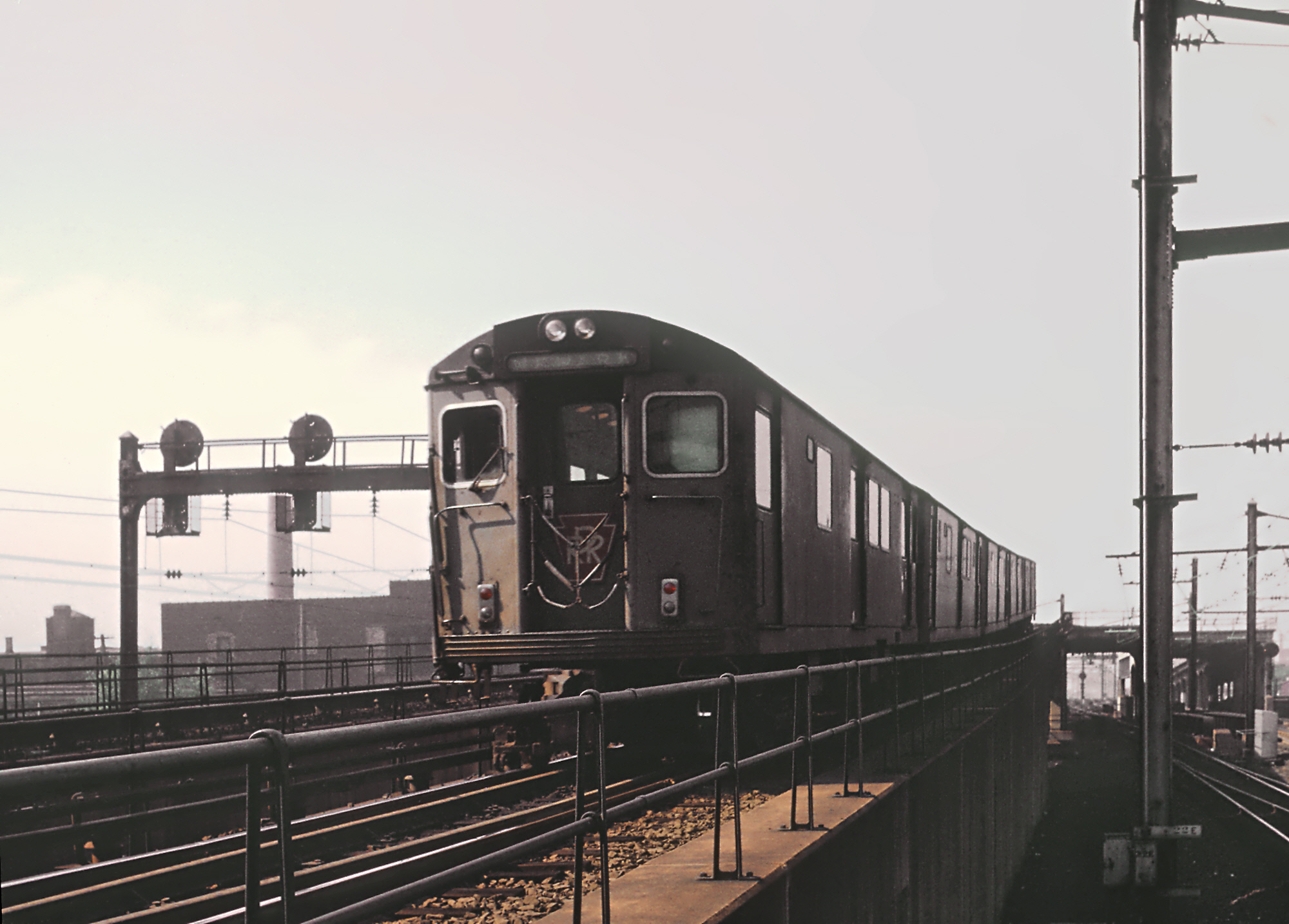
PATH train à Newark Penn Station, 1966

Les projets du World Trade Center au début des années 1960 impliquaient un compromis entre la Port Authority of New York and New Jersey et les gouvernements des deux états. La Authority a accepté d'acheter et d'entretenir les tubes en échange des droits de construction du World Trade Center sur le terrain occupé par le Hudson Terminal de H&M, qui était le terminus des Lower Tubes en Manhattan. Un accord formel a été conclu en janvier 1962 quatre mois plus tard, la Port Authority créait deux filiales à part entière : le Port Authority Trans-Hudson Corporation (PATH) pour gérer les lignes H&M, ainsi qu'une autre filiale pour gérer le World Trade Center. Toutes les opérations de l'Authority auraient été soumises aux règles fédérales de la Interstate Commerce Commission si elle dirigeait les trains directement, mais avec la création de la société PATH, seules les activités de la filiale seraient régies par le gouvernement fédéral.
En septembre, la Port Authority a officiellement repris le chemin de fer H&M et les Tubes, renommant le système en «Port Authority Trans-Hudson» (PATH):58,. Lors de la prise en charge, le PANYNJ a dépensé 70 millions de dollars pour moderniser ses infrastructures. Le PANYNJ a également repeint les stations H & M dans la nouvelle livrée PATH. En 1964, l'Authority ordonnèrent à 162 wagons PA1 de remplacer le matériel roulant H & M, dont une grande partie remontait à 1909. Les premières voitures PA1 ont été livrées en 1965. Par la suite, l'agence a commandé 44 voitures PA2 en 1967 et 46 voitures PA3 en 1972.

#### Années 1970

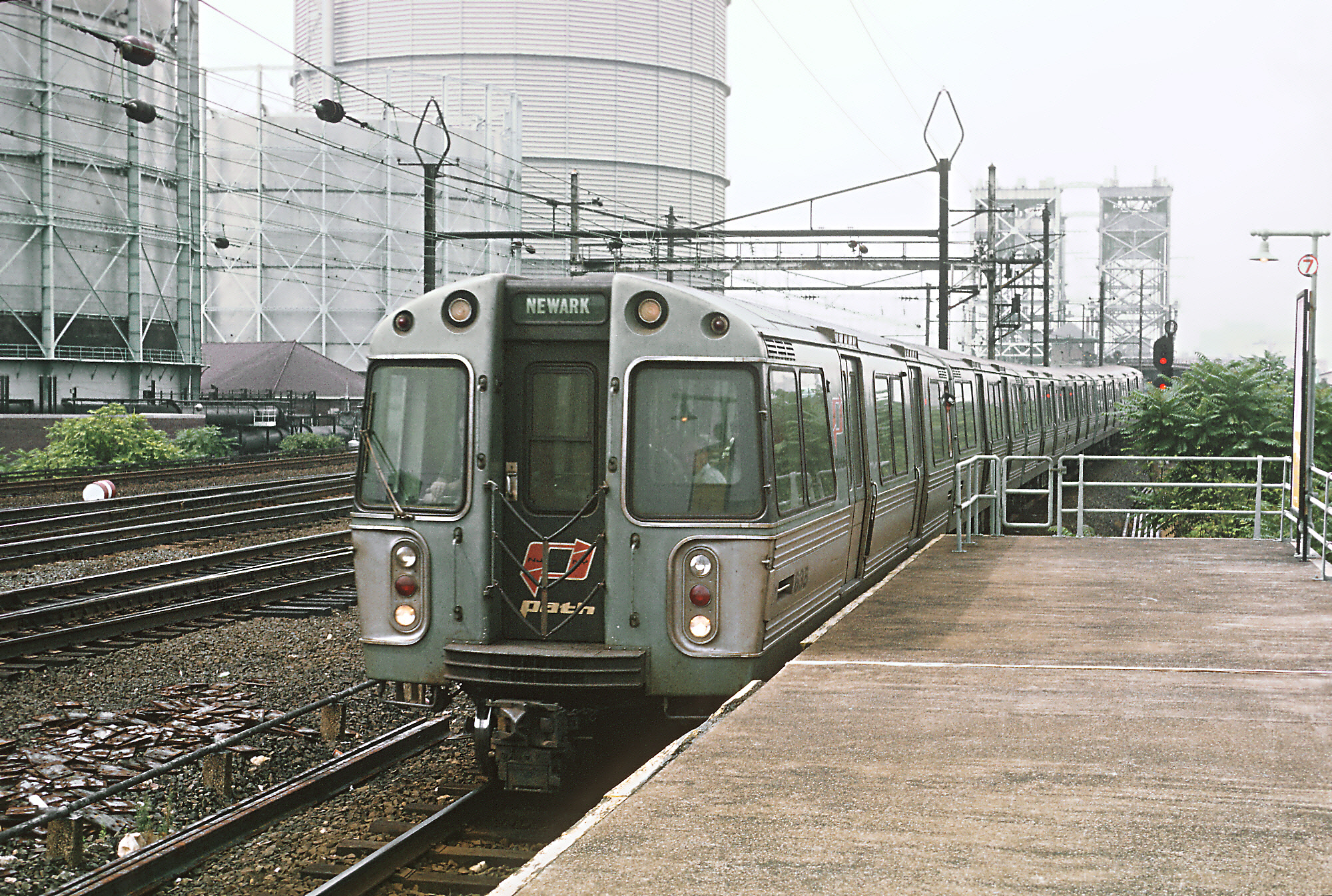
Un train PA-1 arrivant à Harrison en 1969

Dans le cadre de la construction du World Trade Center, la Port Authority a décidé de démolir le terminal de Hudson et de construire un nouveau terminal du World Trade Center sur le site. L'inauguration du World Trade Center a eu lieu en 1966. Pendant les travaux d'excavation et de construction, les Downtown Hudson Tubes d'origine sont restés en service sous forme de tunnels surélevés. Le nouveau terminal du World Trade Center a été ouvert en 1971 à un endroit différent de celui de l'ancien terminal. La construction a coûté 35 millions de dollars et a accueilli 85 000 passagers par jour au moment de son ouverture.
En janvier 1973, la Port Authority a annoncé son intention de doubler le kilométrage parcouru par le système PATH. Le plan prévoyait une extension de 24 km de la ligne Newark-World Trade Center entre la station Newark Penn et Plainfield, New Jersey. Un arrêt à Elizabeth permettrait à PATH de desservir également l'aéroport de Newark. À l'arrêt de l'aéroport de Newark, il y aurait transfert à un transport hectométrique desservant les terminaux eux-mêmes. Des études préliminaires de la droit de passage, ainsi qu'un contrat de conception, ont été menées cette année-là. L'extension a été approuvée en 1975.
La Urban Mass Transit Administration était moins enthousiaste quant à l'efficacité de l'extension proposée et hésitait à donner à la PA les 322 millions de dollars demandés pour le projet, soit environ 80% du coût projeté. Finalement, elle a accepté de l'extension. Mais en 1977, la Cour suprême des États-Unis a déclaré que les législatures des deux états avaient violé la clause du contrat constitutionnel américain en abrogeant une clause des contrats de cautionnement de 1962 afin de rendre possible la prorogation, remettre le projet de manière significative. En juin 1978, l'extension, dont le coût était estimé à 600 millions de dollars, avait été annulée au profit d'une amélioration du service de bus en New Jersey.

##### Grèves
PATH a également des problèmes de travail pendant cette période. Après une grève de janvier 1973 sur les augmentations de salaire a été évitée, les pourparlers ont échoué et les travailleurs se sont retirés en avril,. Un mois après le début de la grève, les négociations ont à nouveau échoué.
La grève des transports en commun à New York en 1980 a suspendu le service sur les lignes d'autobus et de métro de la New York City Transit Authority (NYCTA) pendant dix jours. Une route spéciale PATH reliait la 33e rue au World Trade Center via Midtown Manhattan, Pavonia – Newport et Exchange Place pendant la grève de NYCTA. Les conducteurs de PATH ont également menacé de faire grève à ce moment-là pour différentes raisons. Le service spécial a été suspendu le 8 avril en raison du refus de certains travailleurs de faire fonctionner des trains en heures supplémentaires.
En juin, les travailleurs de PATH se sont mis à nouveau en grève pour obtenir un salaire plus élevé, leur premier arrêt de travail depuis 1973. Pendant la grève, de l’humidité s’est accumulée dans les tunnels et les voies ont rouillé, bien que les pompes dans les tunnels sous-marins fonctionnent toujours, empêchant ainsi les tubes de se remplir. Un service de remplacement de l'autre côté du fleuve Hudson était assuré par des navettes traversant le Holland Tunnel, bien qu'il ait été qualifié de "inadéquat". La grève de 81 jours est la plus longue de l'histoire de PATH.

#### Années 1980 et 1990
La croissance substantielle des passagers PATH au cours des années 1980 a obligé l'agence à développer et à améliorer ses infrastructures. La Port Authority a annoncé un plan en 1988 qui permettrait à des stations sur la ligne Newark-World Trade Center pour accueillir des trains plus longs de 8 voitures tandis que les trains de 7 voitures pourraient fonctionner entre Journal Square et 33rd Street. En août 1990, elle a présenté un plan d'un milliard de dollars visant à rénover les stations PATH et à ajouter de nouveaux wagons. Pour gagner plus de revenus, ellea installé des moniteurs vidéo dans ses stations affichant de la publicité.
À cette époque, la Port Authority affichait un déficit annuel de 135 millions de dollars qu'elle cherchait à résorber par une hausse des tarifs afin de réduire sa subvention par passager. En 1992, elle avait dépensé 900 millions de dollars pour améliorer l'infrastructure, y compris la réparation des voies ; moderniser les communications et la signalisation; remplacer le matériel de ventilation; et l'installation des ascenseurs dans sept stations dans le cadre de la loi intitulée Americans with Disabilities Act de 1990 (ADA).
Un nouvel établissement d'entretien des voitures a également été ajouté à Harrison, au coût de 225 millions de dollars, et a ouvert ses portes en 1990. Il remplace l'ancien chantier Henderson Street de PATH, une cour de stockage de train en plein air située à l'angle nord-est du boulevard Marin et Christopher Columbus Drive, juste à l'est de la station Grove Street, fermée en 1990.
En décembre 1992, une tempête côtière a provoqué de fortes marées, qui ont entraîné de nombreuses inondations dans les tunnels de PATH. La plupart des trains ont été arrêtés avant d'atteindre les eaux de crue, mais l'un d'eux est resté bloqué près du terminal de Hoboken. Une section de voie de 760 à 910 m (2 500 à 3 000 pieds) entre Hoboken et Pavonia a été inondé, de même que d'autres emplacements dans le système. Certaines pompes à eau du système sont tombées en panne car trop d'eau avait pénétré dans le système à la fois. Le service Newark – World Trade Center n'a pas été interrompu à la suite de l'inondation, mais le service Journal Square – 33rd Street a été ralenti en raison du pompage de plusieurs points le long de la route. Le service à Hoboken a été suspendu pendant dix jours, la plus longue interruption depuis la grève de l'été 1980.
Un pan de plafond de la station PATH du World Trade Center s'est effondré et a piégé des dizaines de personnes lors de l'attentat du World Trade Center de 1993,. La station elle-même n'a subi aucun dommage structurel, et, trois jours plus tard, la Port Authority a pu reprendre le service PATH.
À l'été 1993, la Port Authority ont interdit la publicité pour le tabac, qui avait rapporté 161 000 dollars l'année précédente, dans tous les trains et les stations. Un nouveau lave-linge pour les wagons a ouvert ses portes à la ville de Jersey City à la mi-septembre 1993, remplaçait l'ancien lave-linge de la voie 1 du terminal de la 33e Rue. En avril 1994, une nouvelle entrée de la station Exchange Place a été ouverte, rendant la station ADA accessible. Deux ans plus tard, trois trains ont été mis en service express pendant six mois sur le service Newark-World Trade Center, réduisant ainsi la durée du trajet de 3 1⁄2 minutes. Le service week-end Hoboken–World Trade Center a débuté en octobre 1996 pour une période d'essai de six mois, et le service express Newark–World Trade Center est devenu permanent le même jour,.

#### 11 septembre 2001, et reprise

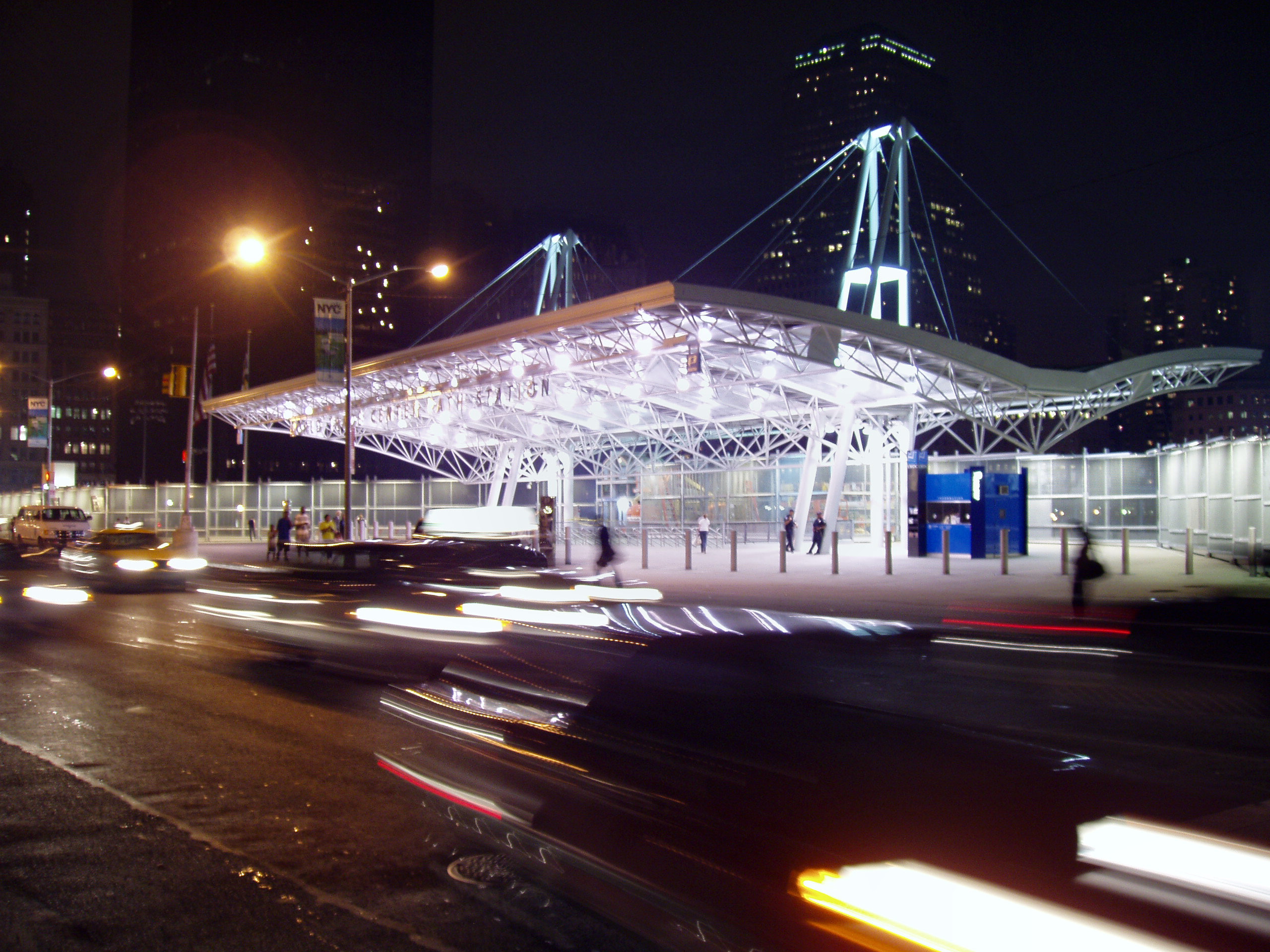
La World Trade Center station temporaire, ouvert en 2003

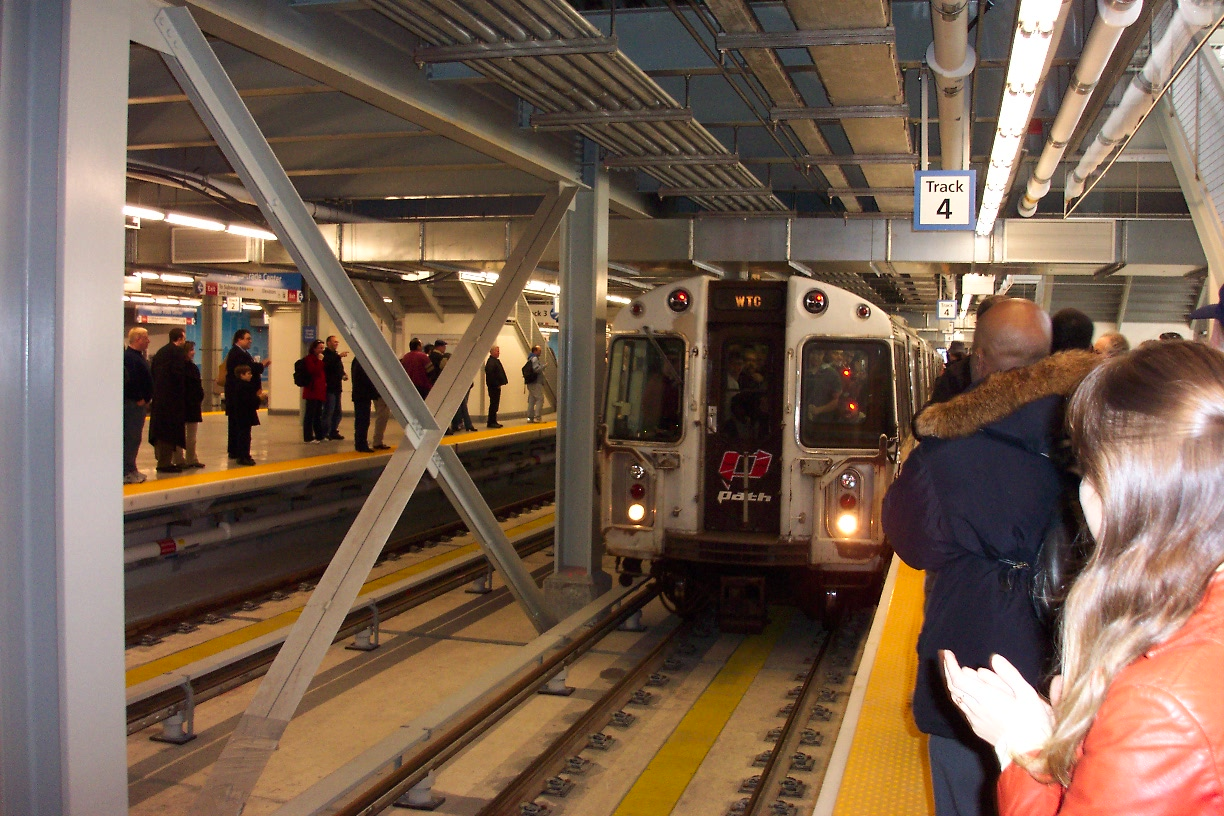
Les passagers applaudissent lorsque le train inaugural en provenance de Newark arrive à la station temporaire WTC de PATH en 2003

La station du World Trade Center dans le Lower Manhattan, située sous le World Trade Center, l'un des deux terminaux new-yorkais de PATH, a été détruite lors des attaques du 11 septembre, lorsque les tours jumelles situées au-dessus de celle-ci se sont effondrées. Juste avant l'effondrement, la gare était fermée et tous les passagers s'y trouvant ont été évacués:107.
Le service à Lower Manhattan a été suspendu pour une durée indéterminée. Exchange Place, avant-dernière station avant le World Trade Center, a également dû être fermé car il ne pouvait pas fonctionner en tant que station terminale; les trains ne pouvaient pas faire demi-tour; la station avait également subi de graves dégâts des eaux lors des attaques. Un terminal temporaire PATH au World Trade Center a été approuvé en décembre 2001 et devrait ouvrir ses portes dans un délai de deux ans à compter de cette date.
Peu de temps après les attentats, la Port Authority a commencé à exploiter deux services en uptown: Newark–33rd Street et Hoboken–33rd Street,. et un autre à New Jersey, Hoboken–Journal Square,. Un service de nuit a été institué: Newark–33rd Street (via Hoboken).
Dans l'intervalle, des modifications ont été apportées au moignon d'un tunnel pour permettre aux trains en provenance de Newark d'atteindre le tunnel en direction de Hoboken et inversement. Les modifications demandaient à PATH de traverser le substrat rocheux divisant le tunnel de liaison et les tunnels à destination et en provenance de Newark. Ce tunnel était connu sous le nom de "Penn Pocket", construit à l'origine pour le World Trade Center à Exchange Place et destiné à des trajets de banlieue PRR depuis le terminal de Harbourside. La nouvelle station Exchange Place a ouvert ses portes en 2003.
En raison de l'alignement original des voies, les trains à destination ou en provenance de Hoboken utilisaient des tunnels distincts du service Newark. Les trains en provenance de Newark en direction est ont traversé la voie en direction ouest, juste à l'ouest de Exchange Place. Les trains ont ensuite inversé la direction et utilisé un commutateur de croisement pour se rendre à Hoboken. Les trains en provenance de Hoboken en direction est sont entrés sur la voie en direction est à Exchange Place. Le train a ensuite inversé la direction et utilisé la même bretelle pour se rendre sur la voie en direction ouest en direction de Newark avant d'entrer dans Grove Street:108.
Le service PATH dans Lower Manhattan a été rétabli lors de l'ouverture d'une nouvelle station d'une valeur de 323 millions de dollars en novembre 2003; le train inaugural était le même que celui utilisé pour l'évacuation,:108–110. La deuxième station temporaire contenait des parties de la station d'origine mais ne disposait pas de système de chauffage ou de climatisation. L'entrée temporaire a été fermée en juillet 2007 et démolie pour laisser place à la troisième station permanente. Vers la même époque, l'entrée de Church Street s'ouvrit. Une nouvelle entrée sur Vesey Street a été ouverte en mars 2008; l'entrée sur Church Street a été démolie.

#### OuraganSandy
Tôt le matin du 29 octobre 2012, le service PATH a été suspendu à l'échelle du système avant l'ouragan Sandy. Le lendemain, le gouverneur du New Jersey, Chris Christie, a annoncé que le tout service PATH serait interrompu pendant sept à dix jours à la suite des dégâts causés par la tempête. L'onde de tempête causée par l'ouragan a provoqué des inondations majeures dans les gares de Hoboken et de Jersey City, ainsi qu'au World Trade Center. Une image capturée par une caméra de sécurité PATH et montrant l'entrée d'eau à Hoboken pendant la tempête s'est rapidement répandue sur Internet et est devenue l'une des nombreuses images représentatives de l'ouragan.
Les premiers trains PATH après l'ouragan ont été le service Journal Square – 33rd Street, qui a repris le 6 novembre et n'a fonctionné que pendant la journée.. Le service a été étendu à l'ouest à Harrison et à Newark le 12 novembre, à la place du service Newark–World Trade Center. Christopher Street et la 9e Rue ont été rouverts pendant le week-end du 17 au 18 novembre, mais sont restés fermés pendant cinq jours. Le service normal en semaine sur les lignes Newark – World Trade Center et Journal Square–33rd Street a repris le 26 novembre. Le week-end, les trains circulaient selon le schéma de service Newark – 33rd Street.
La station PATH du Hoboken Terminal a subi des dégâts importants après une inondation: jusqu'à 2,4 m d'immersion dans les tunnels; il a été fermé pendant plusieurs semaines pour permettre de réparer 300 millions de dollars. Le service Newark – 33rd Street a été suspendue pendant deux week-ends à la mi-décembre. Le Newark – World Trade Center a pris sa place, afin d'accélérer le retour du service de Hoboken. Hoboken Terminal a rouvert ses portes en décembre pour le service en journée entre Hoboken et la 33e Rue en semaine. suivi de la reprise du service PATH 24 heures sur 24 en semaine au début de 2013,. Les trains Hoboken-World Trade Center ont repris fin janvier et les schémas de service antérieurs à l'ouragan ont été restaurés d'ici mars,.
Les Downtown Tubes ont été gravement endommagés par Sandy. Pour permettre les réparations, le service sur la ligne Newark-World Trade Center entre Exchange Place et World Trade Center devait être suspendu pendant presque tous les week-ends, à l'exception des jours fériés, en 2019 et 2020.

#### Améliorations des années 2010

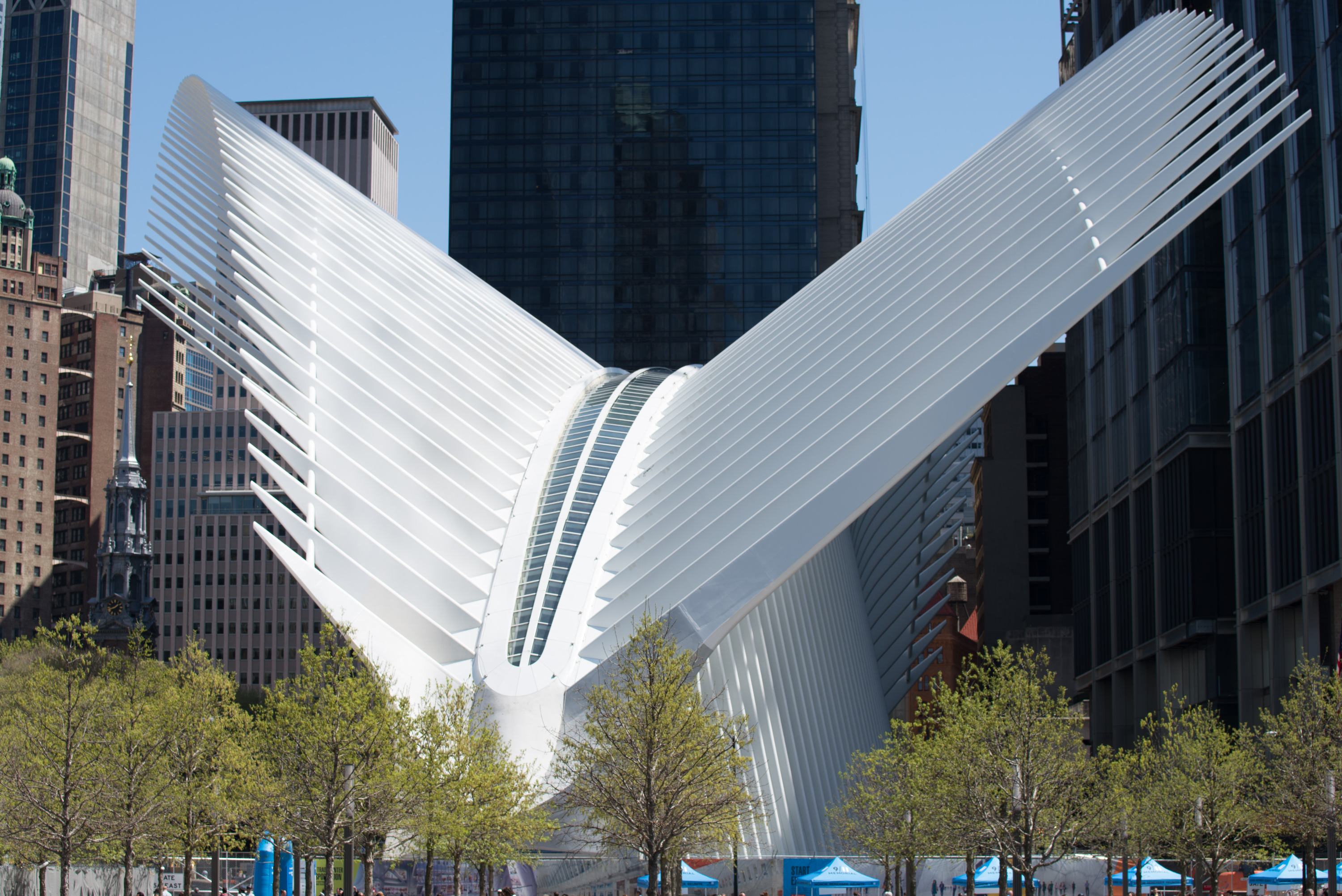
Le World Trade Center Transportation Hub terminé, en avril 2016

La construction du centre de transport permanent sur quatre plateformes du World Trade Center a débuté en juillet 2008, avec l'installation des premières "nervures" préfabriquées pour la passerelle piétonne sous Fulton Street. Le quai A, la première partie de la station permanente, a ouvert ses portes en février 2014 et dessert les coureurs à destination de Hoboken. Le quai B et la moitié restante du quai A ont été ouverts en mai 2015,. Le bâtiment des voyageurs d'Oculus a été partiellement ouvert au public en mars 2016, marquant ainsi l'ouverture officielle du hub,,. Les quais C et D, les deux finales, ont été ouvertes en septembre,.
La Port Authority a également commencé à reconstruire la station Harrison en 2009. Elle a quais plus longues et plus larges pour permettre des trains de dix voitures ; ascenseurs de niveau de la rue à la plate-forme dans les extensions de plate-forme, conformément à l'ADA, et modifications architecturales. Le quai en direction ouest de la nouvelle station Harrison a été ouverte au public en octobre 2018, et le quai en direction est a été ouverte en juin suivant.
En janvier 2010, PATH a annoncé qu'elle dépenserait 321 millions de dollars pour améliorer son système de signalisation afin d'utiliser le communication based train control (CBTC), en utilisant le Trainguard MT CBTC de Siemens, pour répondre à la croissance attendue du nombre de passagers. Le système CBTC remplacerait un système de signalisation de cantonnement, qui impliquait des signaux placés le long de la voie et avait quarante ans à l'époque. Cela réduirait le temps d'attente entre les trains, afin que davantage de trains puissent circuler pendant les heures de pointe. Parallèlement au projet, toute la flotte de PATH a été remplacée par une flotte de 340 voitures PA5 équipées du système CBTC, construites par Kawasaki Railcar; bien que le contrat initial ait été finalisé en 2011, des voitures supplémentaires ont été livrées les années suivantes,. En mettant en œuvre CBTC, l'objectif de PATH était d'augmenter le nombre de passagers actuels de 240 000 par jour à 290 000. L'ensemble du système devait initialement être opérationnel en 2017,. Parallèlement à la mise à niveau du CBTC, la Port Authority a dépensé 659 millions de dollars pour la mise à niveau des treize quais sur la ligne Newark-World Trade Center afin qu'elles puissent accueillir des trains de dix voitures. Avant la mise à niveau, la ligne ne pouvait utiliser que des trains de huit voitures.
Parallèlement à CBTC, PATH a commencé à installer Positive Train Control (PTC), un autre système de sécurité, au cours des années 2010, conformément à un mandat de la Federal Railroad Administration (FRA), que tous les chemins de fer américains l'ont déjà d'ici la fin de 2018; PATH était en avance sur le calendrier prévu en 2017. La ligne Newark – World Trade Center située à l'ouest de Journal Square a été convertie en opération PTC en avril 2018, suivie des segments de la voie est et ouest de Journal Square le mois suivant. Cela a entraîné des retards sur l'ensemble du système lorsque les opérateurs de train ont dû ralentir et ajuster manuellement leurs trains pour basculer entre les deux systèmes de signalisation. PTC a été testé sur les Uptown Hudson Tubes de juillet à octobre 2018, forçant des fermetures de week-end,. La mise à niveau PTC pour le système PATH a été achevée fin novembre 2018, un mois avant la date prévue ; et l'ensemble du système a été converti en décembre.
La Port Authority a également installé deux équipements dans toutes les stations PATH. Le service de téléphonie mobile a été ajouté pour tous les clients au début de 2019. En outre, les horloges des comptes à rebours indiquant la durée jusqu'à l'arrivée du prochain train ont été installés dans toutes les stations PATH cette année.
Par la suite, en juin 2019, la Port Authority a publié son PATH Improvement Plan, appelant à plus d'un milliard de dollars d'investissements, dont 80 millions de dollars pour étendre les quais Newark-World Trade Center, ainsi que le financement de deux projets en cours : 752,6 millions de dollars pour l'achèvement du CBTC. système d'ici 2022 et 215,7 millions de dollars sur les nouvelles voitures PA5 d'ici 2022. Les projets augmenteraient la fréquence des trains sur la ligne Newark-World Trade Center de 40 % et sur les autres lignes de 20 % aux heures de pointe,,. Chaque train de la ligne Newark-World Trade Center aurait une longueur de neuf voitures. De plus, le quai de Grove Street serait prolongé vers l'est, à l'extrémité du boulevard Marin, et deux corridors transversaux supplémentaires seraient ajoutés à Exchange Place. La Port Authority allouerait également des fonds pour étudier la mise en œuvre de trains de 10 voitures. En septembre 2019, le service sur les lignes Newark—World Trade Center et Journal Square—33rd Street augmenterait de dix pour cent pendant les heures de pointe, réduisant ainsi l'écart entre les trains de quatre à trois minutes.

#### Propositions d'extension à l'Aéroport de Newark
Au milieu des années 2000, une extension de l’Aéroport international Liberty de Newark a de nouveau été envisagée, la Port Authority ayant alloué 31 millions de dollars à la réalisation d’une étude de faisabilité sur l’extension de PATH à 3,2 km (2 mi) de Newark Penn Station. dont le coût était estimé à 500 millions de dollars ; l'étude a commencé en 2012. En septembre suivant, Crain's a annoncé que le gouverneur du New Jersey, Chris Christie, soutiendrait publiquement l'extension de PATH; son coût estimé avait atteint un milliard de dollars. Christie a demandé à United Airlines, le plus gros opérateur de l'aéroport, d'envisager un vol pour l'aéroport international d'Atlantic City afin de faire avancer le projet.

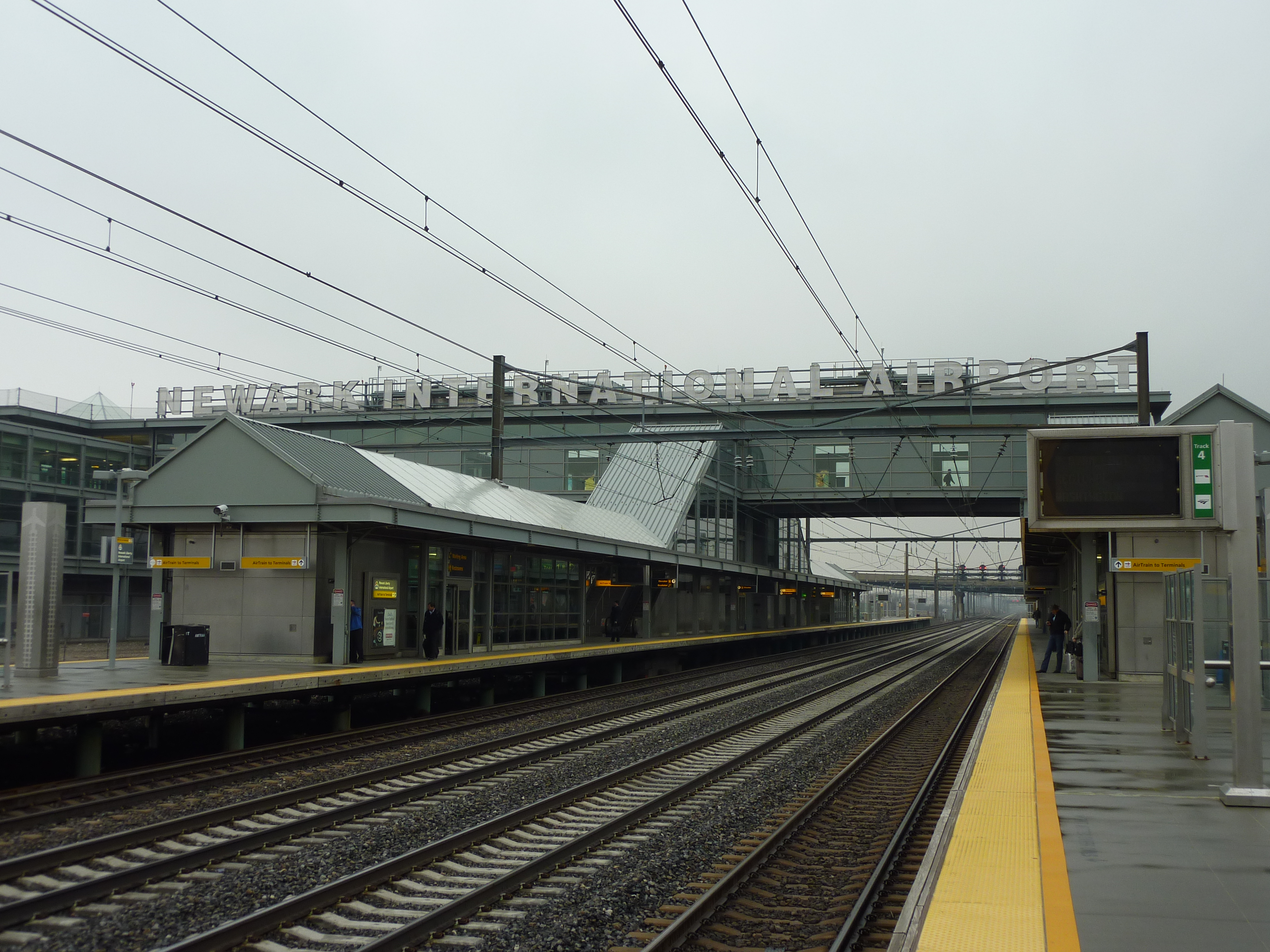
La station d'aéroport international Newark Liberty, où le service PATH sera étendu à

En février 2014, le conseil des commissaires de la Port Authority a approuvé un plan du capital sur dix ans qui comprenait l'extension de PATH à la station de l'aéroport international Newark Liberty de NJ Transit,. L'alignement suivrait le Northeast Corridor existant à environ 1,6 km (1 mi) plus au sud de la station de l'aéroport de Newark, où une liaison avec AirTrain Newark est disponible. À l'époque, la construction devait commencer en 2018 et durer cinq ans.
À la fin de 2014, des appels ont été lancés pour reconsidérer les priorités de financement de la Port Authority. L'extension PATH suivait le trajet du train existant reliant Manhattan à l'aéroport de Newark (sur les lignes Northeast Corridor Line et North Jersey de NJ Transit, ainsi que sur les services Keystone Service et Northeast Regional d'Amtrak). Par ailleurs, ni le tunnel Gateway, ni deux tunnels de train de banlieue qui viendraient compléter les tunnels de la North River sous Hudson River, ni le remplacement du Port Authority Bus Terminal vieillissant et surpeuplé de la Port Authority ne seraient pas financés. En décembre 2014, le PANYNJ a attribué à HNTB un contrat de six millions de dollars sur trois ans pour réaliser une analyse des coûts de l'extension de l'aéroport de Newark.
Trois ans plus tard, le PANYNJ a publié son plan d'immobilisations décennal, qui prévoyait 1,7 milliard de dollars pour la prolongation. La construction devrait commencer en 2020 et être mise en service en 2025,. Deux réunions publiques sur le projet ont eu lieu au début du mois de décembre 2017. Une présentation lors de ces réunions a montré que la nouvelle station PATH comprendrait un parc-relais ainsi qu'un nouveau entrée de la station du quartier voisin de Dayton.

## Operations
Le PATH fonctionne 24 heures sur 24, sept jours par semaine. Pendant les heures normales, le PATH est composé de quatre lignes, descendants directs des quatre services originaux de H&M. Il existe trois terminus dans le New Jersey et deux à Manhattan. Chaque ligne est représentée par une couleur unique, qui correspond également à la couleur des lumières sur l'avant des trains. Le service de Journal Square ↔ 33rd Street (via Hoboken) est la seule ligne représentée par deux couleurs (jaune et bleu), puisqu'elle est la combinaison des services de Journal Square ↔ 33rd Street et de Hoboken ↔ 33rd Street.
Chaque ligne est représentée par une couleur unique sur les horaires et les cartes de service, qui correspond également à la couleur des feux de position situés à l'avant des trains. Le service Journal Square–33rd Street (via Hoboken) est la seule ligne représentée par deux couleurs (jaune et bleu), puisqu'il s'agit d'une combinaison nocturne, week-end/vacances des deux services de PATH situés au centre-ville, Journal Square–33rd Street et Hoboken–33rd Street. Aux heures de pointe, les trains circulent toutes les quatre à huit minutes. Toutes les stations PATH, à l'exception de Newark et Harrison, sont desservies par un train toutes les deux ou trois minutes, pour un service de pointe de 20 à 30 trains par heure.
En 2018, PATH a accueilli 81,7 millions de passagers. En juin 2019, le système était utilisé par plus de 283 000 passagers par jour de semaine ; près de 105 000 par samedi ; 75 000 par dimanche ; et 94 000 par jour férié. La gare la plus fréquentée est le World Trade Center, dont la moyenne journalière est de 46 000 passagers, soit plus de 10 fois le trafic quotidien de Christopher Street, la gare la moins fréquentée. Le nombre de passagers en 2018 a diminué d’environ un million par rapport à 2017, mais il s’agissait toujours d’un record pour l’opération PATH, ayant augmenté de 10 millions par rapport à 2013.
Malgré ce niveau de fréquentation, PATH est en déficit, perdant environ 400 millions de dollars par an. Certaines de ses récentes améliorations, notamment à Harrison, ont stimulé le développement local, mais elle ne peut en bénéficier directement, car la Port Authority se limite aux revenus générés par les redevances, les tarifs et les péages perçus. les taxes de vente, les impôts sur le revenu et les taxes foncières provenant du développement. En conséquence, ses coûts sont augmentés du fait de la nécessité de se conformer à la réglementation de la FRA. PATH est donc subventionné par la Port Authority à partir des excédents de ses aéroports et de ses ports de mer.
De juillet à octobre 2018, en raison de l'installation de PTC sur les Midtown Hudson Tubes, le service Journal Square–33rd Street (via Hoboken) a été suspendu pendant la plupart des fins des semaines. Entre-temps, il a été remplacé par le Journal Square–World Trade Center (via Hoboken) et les services restaurés Journal Square–Hoboken, toutes les stations situées entre Christopher et la 33e Rue étant fermées le week-end,.

### Service
Du lundi au vendredi entre 6 heures et 23 heures, les lignes du PATH sont :
- Newark ↔ World Trade Center (rouge)
- Hoboken ↔ World Trade Center (vert)
- Journal Square ↔ 33rd Street (jaune)
- Hoboken ↔ 33rd Street (bleu)

De 23 heures jusqu'à 6 heures du matin du lundi au vendredi, et entre 19 heures 30 et 9 heures les week-ends et pendant les vacances, les lignes sont :
- Newark ↔ World Trade Center (rouge)
- Journal Square ↔ Hoboken ↔ 33rd Street (jaune et bleu)

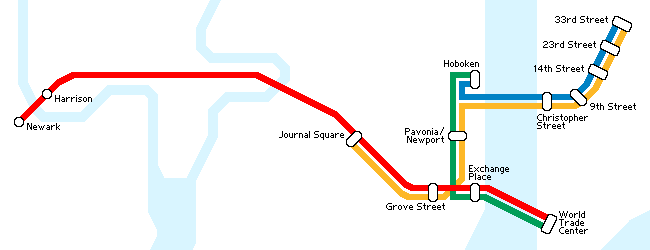
Plan du PATH (service régulier).
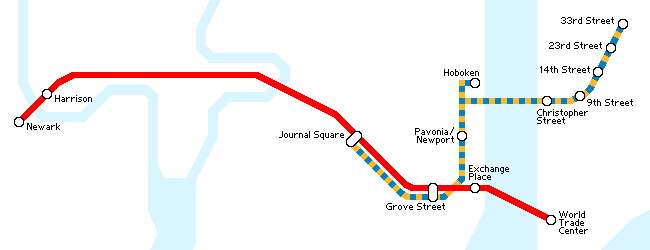
Plan du PATH (nuit, week-end et jours fériés).

Avant 2006, les services Hoboken–World Trade Center et Journal Square–33e Rue étaient offerts le samedi, le dimanche et les jours fériés de 9 h à 19 h 30. En avril 2006, ces services ont été définitivement interrompus et remplacés par le service Journal Square–33e Rue (via Hoboken). Pendant les heures creuses, les passagers souhaitant se rendre de Hoboken à Lower Manhattan devaient prendre le service Journal Square–33e Rue (via Hoboken) pour Grove Street et être ensuite transférés dans le train Newark–World Trade Center.
PATH ne fonctionne normalement pas directement de Newark à Midtown Manhattan. Les passagers souhaitant se rendre de Newark à Midtown via PATH sont priés de rejoindre le service Journal Square-33e Rue situé sur Journal Square ou Grove Street. Cependant, après les attaques du 11 septembre et l'ouragan Sandy, des services spéciaux Newark – 33rd Street ont été mis en place pour compenser la perte totale du service dans le Lower Manhattan,. Un service interne à Journal Square–Hoboken a également été mis en place après les attentats. Les services Journal Square–Hoboken et Newark–33e Rue institués après des attaques sont annulés en 2003.
De juillet à octobre 2018, à cause de l'installation de PTC sur les Midtown Hudson Tubes, le service Journal Square–33e Rue (via Hoboken) a été suspendu pendant la plupart des fin des semaines. Entre-temps, il a été remplacé par le Journal Square–World Trade Center (via Hoboken) et les services restaurés Journal Square–Hoboken, toutes les stations situées entre Christopher et la 33e Rue étant fermées le week-end,.
La longueur des trains sur toutes les lignes, à l'exception de la ligne Newark–World Trade Center, est limitée à sept voitures, car les quais à Hoboken, Christopher Street et rues 9e et 33e ne peuvent en accueillir ce nombre et ne peuvent pas être étendus. En 2009, la Port Authority a commencé à moderniser les quais le long de cette ligne afin de pouvoir accueillir des trains de 10 voitures.

## Tarification
En 2006, les tarifs du PATH sont :
- Aller simple : 1,50 $ (argent comptant, MTA "Pay-Per-Ride" MetroCard ou billet PATH SingleRide - aucun escompte)
- Aller-retour : 3,00 $ (MTA "Pay-Per-Ride" MetroCard ou billet PATH SingleRide - aucun escompte)
- Billet de onze voyages : 15,00 $ (billet de PATH QuickCard seulement, soit 1,36 $ par voyage)
- Billet de vingt voyages : 24,00 $ (billet de PATH QuickCard seulement, soit 1,20 $ par voyage)
- Billet de quarante voyages : 48,00 $ (billet de PATH QuickCard seulement, soit 1,20 $ par voyage)
- Personnes âgées : 1,00 $ par voyage

En 2018 le tarif pour un ticket single ride est de 2,75 $.